# HD 110073
HD 110073 (l Centauri) é um sistema estelar na constelação de Centaurus. Tem uma magnitude aparente visual de 4,64, sendo visível a olho nu em locais com pouca poluição luminosa. Com base em medições de paralaxe, está localizado a aproximadamente 365 anos-luz (112 parsecs) da Terra. É uma dos sistemas observados pela sonda Hipparcos com a menor variação de magnitude, com amplitude não maior que 0,01.
O componente primário do sistema l Centauri é uma estrela de classe B com um tipo espectral de B8II/III, com a classe de luminosidade 'II/III' indicando que pode ser uma gigante ou gigante luminosa. É uma estrela quimicamente peculiar da classe HgMn (estrela de mercúrio-manganês). Tem uma massa de 3,975 vezes a massa solar e está brilhando com 385 vezes a luminosidade solar. Sua idade é estimada em 195 milhões de anos. Com base em um diâmetro angular estimado de 0,3078 milissegundos de arco, seu raio pode ser calculado em 3,7 raios solares. Sua fotosfera irradia energia a uma temperatura efetiva de cerca de 12 100 K, dando à estrela a coloração azul-branca típica de estrelas de classe B.
Separado do primário por 1,192 segundos de arco, no mínimo 130 UA à distância do sistema, o componente secundário tem uma magnitude aparente de 7,93 na banda K (por comparação, a magnitude do primário nessa faixa é 4,85). Modelos evolucionários indicam que pode ser uma estrela da pré-sequência principal com uma massa de 1,13 vezes a massa solar, luminosidade de 1,23 vezes a solar e uma temperatura efetiva de 5 660 K. Seu tipo espectral foi estimado em F4–F5V. O sistema pode conter uma terceira estrela, já que a primária já foi classificada como binária espectroscópica de linha única. Um estudo mais recente, no entanto, não encontrou variações na sua velocidade radial que indicariam ser uma binária espectroscópica.
Ambos os componentes do sistema já foram detectados como fontes de raios X; o primário e o secundário têm luminosidades de raios X de 1,0×1029 e 2,2×1029 erg/s, respectivamente. As emissões de raios X pelo secundário são esperadas para uma estrela de sua classe espectral, mas as da estrela primária são anormais; elas podem ser causadas pela companheira espectroscópica, se existir, ou pelo campo magnético da estrela, medido em 145 ± 158 G.